# Roy T. Davis
Roy Tasco Davis, född 24 juni 1889 i Ewing i Missouri, död 27 december 1975, var en amerikansk diplomat. Han tjänstgjorde som USA:s ambassadör i Haiti 1953–1957.
Davis blev 1921 utsedd till minister i Guatemala men han tillträdde aldrig posten. Istället tjänstgjorde han i Costa Rica 1922–1930 och i Panama 1930–1933.